# Papagaio-de-reunião
O papagaio-de-reunião ou papagaio-de-dubois (nome científico: Necropsittacus? borbonicus) é uma espécie hipotética extinta de papagaio proposta com base em descrições de aves da ilha Reunião. Sua existência foi inferida a partir do relato de viagem de Sieur Dubois em 1674 que a descreveu como tendo um "corpo do tamanho de um grande pombo, verde; cabeça, cauda e parte superior das asas da cor do fogo". Nenhuma resquício material jamais foi encontrado dessa suposta espécie, e sua existência parece duvidosa.